# Still a Sigure virgin?
Still a Sigure virgin? es el cuarto álbum de estudio de la banda de rock japonesa Ling Tosite Sigure. Su lanzamiento se produjo el 22 de septiembre de 2010 bajo la distribución de Sony Music Japan.

## Canciones
Todas las canciones son escritas por TK.

| N.º   | Título                      | Duración |  |
| 1.    | «I Was Music»               | 3:09     |  |
| 2.    | «シークレット G (Secret G)» | 4:11     |  |
| 3.    | «シャンディ (Shandy)»       | 4:31     |  |
| 4.    | «This is is This?»          | 4:22     |  |
| 5.    | «A Symmetry»                | 4:51     |  |
| 6.    | «eF»                        | 4:48     |  |
| 7.    | «Can You Kill a Secret?»    | 3:09     |  |
| 8.    | «Replica»                   | 4:10     |  |
| 9.    | «Illusion is Mine»          | 4:04     |  |
| 37:16 |                             |          |  |